# Rhododendron bullifolium
Rhododendron bullifolium är en ljungväxtart som beskrevs av Herman Otto Sleumer. Rhododendron bullifolium ingår i släktet rododendron, och familjen ljungväxter. Inga underarter finns listade i Catalogue of Life.